# Elaphomyces citrinus
Elaphomyces citrinus är en svampart som beskrevs av Vittad. 1831. Elaphomyces citrinus ingår i släktet Elaphomyces och familjen hjorttryfflar.